# По-добър късмет утре
„По-добър късмет утре“ (на английски: Better Luck Tomorrow) криминална драма от 2002 г. на режисьора Джъстин Лин, който е съсценарист със Ернесто Форонда и Фабиан Маркез, и във филма участват Пари Шен, Джейсън Тобин, Сунг Канг, Роджър Фан, Джон Чо и Карин Анна Ченг.